# Путивльский городской совет
Путивльский городской совет (укр. ) — входит в состав
Путивльского района
Сумской области
Украины.
Административный центр городского совета находится в 
г. Путивль
.

## Населённые пункты совета
- г. Путивль